# Святобор I
Святобор I (III), Святобор Померанский (род. ок. 1351 — ум. 21 июня 1413) — герцог Померании-Штеттина из династии Грифичей (1372—1413). 
В 1372—1404/1405 годах правил вместе с младшим братом Богуславом VII, а после его смерти — единолично.

## Биография
Второй сын Барнима III Великого (ок. 1300—1368), герцога Померании-Штеттина (1344—1368), и Агнессы фон Брауншвейг-Грубенхаген. Братья — герцоги Казимир III и Богуслав VII Щецинские.
В 1372 года после гибели своего старшего брата Казимира III Святобор I вместе с младшим братом Богуславом VII стали совместно управлять Штеттинским герцогством. В конце 1404 — начале 1405 года после смерти Богуслава Святобор стал единовластно править в Штеттинском герцогстве.
В 1394 году герцог Святобор со своим войском двинулся на Прагу, столицу Чехии, чтобы освободить из плена короля Вацлава IV Люксембургского. Вероятно, в этом же году он купил (по другой версии, получил от Вацлава чешского) Бесков в Новой марке. На рубеже 1395/1396 года герцог Святобор потерял Бесков, но герцоги Штеттинские еще через сто лет предъявляли претензии на этот город.
Проводил политику, лавируя между Тевтонским орденом, Великим княжеством Литовским и Польским королевством. Его политическая ориентация менялась от возможных выгод и иностранных кредитов. Примером этого может служить утверждение его сына Оттона II на должность Рижского архиепископа (10 сентября 1395) или отправка 600 рыцарей под командованием младшего сына Казимира V в Пруссию для участия в Грюнвальдской битве на стороне тевтонских рыцарей-крестоносцев против польско-литовской армии.
В 1409—1411 годах при поддержке бранденбургского курфюрста Йодка Моравского Святобор Померанский-Щецинский был маркграфом Центральной Марки со столицей в Берлине. В 1411 году новый бранденбургский курфюрст Сигизмунд Люксембургский назначил Фридриха Гогенцоллерна правителем Центральной Марки, но Святобор Померанский-Щецинский до конца своей жизни не отказывался от претензий на эту область.
В 1374 году, благодаря браку с Анной Нюрнбергской дочерью бургграфа Альбрехта фон Нюрнберг, Святобор Померанский приобрел во владение ряд замков и городов в Нижней Франконии. Не интересовался своими новыми приобретениями и в 1391—1394 годах продал их жителями Нюрнберга, курфюрцу Рейнскому и Вюрцбургскому епископу.
Скончался 21 июня 1413 года. Он был похоронен в цистерцианском аббатстве в Колбаце (Kołbaczu).

## Семья и дети
17 сентября 1374 года Святобор Щецинский женился на Анне (1360-1413), дочери Альбрехта Красивого (1319—1361), бургграфа Нюрнбергского, и Софии (ум. 1372), дочери графа Генриха VIII Хеннеберга. У них было четверо детей:
- Альбрехт (ок. 1379 — ок. 29 мая 1412), монах (?)
- Оттон II (ок. 1380 — 27 марта 1428), герцог Щецинский (1413—1428)
- Казимир V (ок. 1381 — ок. 5 мая — 10 декабря 1434), герцог Щецинский (1413—1434)
- Малгожата (Маргарита) (ок. 1383—1385 — ок. 1467), жена герцога Ульриха Мекленбург-Старгардского (ум. 1417).